# Niklas Natt och Dag

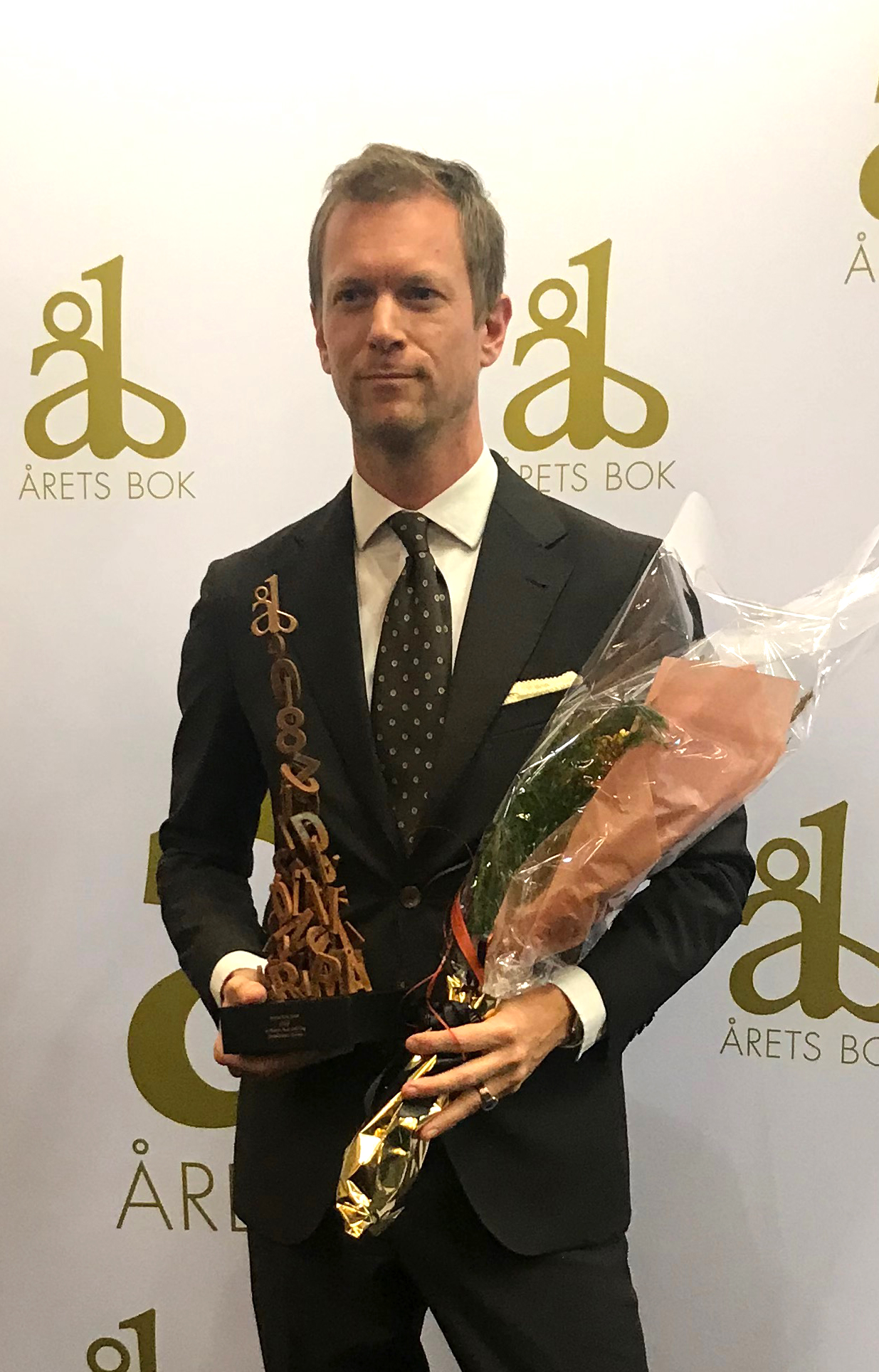
Niklas Natt och Dag (2018)

Niklas Carl Bosson Natt och Dag (* 3. Oktober 1979 in Stockholm) ist ein schwedischer Schriftsteller und Journalist.

## Leben
Niklas Natt och Dag entstammt der schwedischen Adelsfamilie Natt och Dag. Er studierte an der Universität in Kalmar, wo er 2003 seinen Abschluss machte. Anschließend war er Chefredakteur des Männer- und Lifestylemagazins Slitz, danach wurde er freiberuflicher Journalist in Stockholm.
2017 veröffentlichte er den historischen Kriminalroman 1793, der im Stockholm des späten 18. Jahrhunderts spielt und unter anderem mit dem Schwedischen Krimipreis für den besten schwedischen Erstlingsroman sowie dem Publikumspreis Buch des Jahres 2018 ausgezeichnet und in über 30 Sprachen übersetzt wurde. In Schweden wurde sein Debüt über 300.000 Mal verkauft. Im März 2019 stieg die deutschsprachige Übersetzung auf Platz fünf der Spiegel-Paperback-Bestsellerliste ein.
2020 erschien die von Leena Flegler ins Deutsche übersetzte Fortsetzung 1794 im Piper Verlag. Während im ersten Band das Ermittler-Duo aus Jean Michael Cardell von der Stockholmer Stadtwache und Cecil Winge besteht, ermittelt in der Fortsetzung Cardell gemeinsam mit Cecils Bruder Emil. Mit 1795 beendete er 2021 seine schwedische Krimi-Trilogie.

## Publikationen (Auswahl)
- 2017: 1793, Bokförlaget Forum
  - 2019: 1793, aus dem Schwedischen von Leena Flegler, Piper, München 2019, ISBN 978-3-492-06131-5
- 2019: 1794, Bokförlaget Forum
  - 2020: 1794, aus dem Schwedischen von Leena Flegler, Piper, München 2020, ISBN 978-3-492-06194-0
- 2021: 1795, Bokförlaget Forum
  - 2022: 1795, aus dem Schwedischen von Leena Flegler, Piper, München 2022, ISBN 978-3-492-06195-7

## Auszeichnungen (Auswahl)
- 2017: Schwedischer Krimipreis – Bester schwedischer Erstlingsroman für 1793[4]
- 2017: Mystery Writers of Japan Award – Bester ins Japanische übersetzter Kriminalroman für 1794 und 1795[8][9]